# Colombo (Paraná)
Pour les articles homonymes, voir Colombo (homonymie).
Colombo est une ville brésilienne de l'est de l'État du Paraná. Elle se situe par 25° 17′ 30″ de latitude sud et par 49° 13′ 27″ de longitude ouest, à une altitude de 1 027 mètres. Sa population était estimée à 231 787 habitants en 2006. La municipalité s'étend sur 159 km2.

## Maires
| Période | Période | Identité             | Étiquette | Qualité |
| ------- | ------- | -------------------- | --------- | ------- |
| 2009    | 2012    | José Antonio Camargo | PSC       |         |